# Psammogorgia arbuscula
Psammogorgia arbuscula is een zachte koraalsoort uit de familie Plexauridae. De koraalsoort komt uit het geslacht Psammogorgia. Psammogorgia arbuscula werd in 1866 voor het eerst wetenschappelijk beschreven door Verrill. 